# 조민건
조진수(본명: 조민건, 1969년 12월 11일 ~ )는 대한민국 남성 가수 출신의 CEO 헤어 디자이너 기업가이다.

## 주요 이력
1988년 "MBC 문화방송 강변가요제"에 참가하려다가 좌절, 1년 후 1989년 프로젝트 보컬 그룹 《푼수들》의 구성원으로 첫 데뷔하여 《푼수들 1집》을 발표, 《모든 걸》이라는 노래 작품으로 히트하였다. 1년 후 1990년 댄스 팝 음악 그룹 "야차(YACHA)"의 구성원으로 활약하여 《야차 1집(음반 프로듀서: 유현상)》였으며 그 후 1992년 댄스 팝 음악 그룹 "잼(ZAM)"의 구성원으로 《잼 1집》을 발표, 《난 멈추지 않는다(조진호 작사, 작곡, 편곡)》라는 노래 작품으로 큰 인기를 끌었다. 1993년 《잼 2집》을 발표하여 《어색한 느낌(박병훈 작사 / 이승희 작곡, 편곡)》이라는 노래 작품이 히트하였고 1993년 영화 《공룡선생》의 단역을 통하여 영화배우 데뷔하였으며 1994년 《조진수 1집》을 발표하여 솔로 가수 데뷔하여 《너와 나(강은경 작사 / 지평권 작곡, 편곡)》 그 후 1995년 헤어 디자이너로써 제2의 직종 체제를 전향하기 시작하였다. 같은 해 1995년 《잼 3집》을 발표하여 《나만의 이유(신동관 작사, 작곡, 편곡)》라는 노래 작품을 발표하여 마지막 히트를 기록하였고 그는 1996년 2월 이후 헤어 디자이너 분야 CEO 기업가로 집중적 전향하였으며 그 후 2003년 5월에 프로젝트 록 음악 밴드 "프로슈머(Prosumer)"를 결성하여 잠시 활동한 전력이 있다.

## 출연작

### TV 프로그램
- 1989년 MBC TV 《토요일 토요일은 즐거워》
- 1989년 KBS 2TV 《가요톱텐》
- 1992년 MBC TV 《특종 TV 연예》
- 1992년 SBS TV 《TV 가요 20》
- 2020년 SBS TV 《불타는 청춘》

### 영화
- 1993년 《공룡선생》